# Рагимов, Керим
Кери́м Раги́мов (р. 1970, Ленинград) — российский художник.

## Биография
Окончил Художественное училище имени Н. Рериха в Санкт-Петербурге. Постоянно живёт и работает в Санкт-Петербурге.
Участник выставок современного искусства в России и других странах. В 2000 году принимал участие в программе «International young art 2000», в аукционах в офисах Sotheby's в Тель-Авиве, Чикаго и Вене. Работы Рагимова были представлены на Международной ярмарке современного искусства MiArt2000 в Милане, а также на I-ой Тиранской Биеннале (2001).
Один из художников Галереи Марины Гисич. Также сотрудничает с галереями «Museum 52» (Лондон / Нью-Йорк), «MudimaDrie» (Антверпен) и «Primo Marella» (Милан). Работы Рагимова находятся в коллекции Нового музея в Санкт-Петербурге.

## Проекты
- ROADOFF (над этой серией художник начал работать в 2000 году)
- Человеческий проект
- metro project
- metro+ambulance project.